# روسیف ساترلند
روسیف ساترلند (انگلیسی: Rossif Sutherland؛ زادهٔ ۲۵ سپتامبر ۱۹۷۸) یک هنرپیشه اهل کانادا است.
از فیلم‌ها یا برنامه‌های تلویزیونی که وی در آن نقش داشته است می‌توان به گاه‌شمار، از پشت خنجر زدن برای تازه‌کارها، کلاهبردار، لبه زمستان و باورکن: ربوده شدن لیزا مک‌وی اشاره کرد.
او فرزند دونالد ساترلند و برادر کیفر ساترلند است.